# 箭颌鳚
箭頜鳚（學名：Lucayablennius zingaro），為輻鰭魚綱鳚形目煙管鳚科箭頜鳚屬的一種，分布於中西大西洋巴哈馬、加勒比海安地列斯群島海域，深度13至106公尺，本魚體延長，頭尖細，鼻孔、眼、頸背無觸鬚，頜長，下頜尖端有尖的肉質突起，口腔頂部兩側各有一排牙齒，無側線、無鱗片，背鰭硬棘18-20枚、背鰭軟條19-20枚、臀鰭硬棘2枚、臀鰭軟條22-23枚，身體後部呈紅色，帶有黃色大理石花紋，一條深褐色的條紋從鰓蓋穿過眼睛並沿著吻側面，頭頂從鼻子到頸背有一條黃色條紋，上背部有另一條黃色條紋，背鰭軟條基部有3個大黑斑，臀鰭後部有兩個黑斑，尾巴非常獨特，總是呈彎曲狀，以至於尾巴與頭部朝向同一方向，這種尾部曲線可以讓魚捕捉水柱中的小水流，體長可達5公分，棲息在珊瑚礁海域，通常出現在管狀海綿周邊，以浮游動物為食，雌魚產附著性卵，由雄魚守護魚卵，生活習性不明。